# Li Hak-son
Li Hak-son (* 12. August 1969) ist ein nordkoreanischer Ringer. Er wurde 1992 Olympiasieger im freien Stil im Fliegengewicht. 

## Werdegang
Über Li Hak-son sind Einzelheiten über seine Herkunft und seine sportliche Entwicklung in Nordkorea nicht bekannt. Bei den internationalen Meisterschaften, an denen er zwischen 1989 und 1993 teilnahm, startete er immer im freien Stil. Bei einer Größe von 1,60 Metern war er sehr leicht und startete zunächst im Halbfliegengewicht, der Gewichtsklasse bis 48 kg und ab 1992 im Fliegengewicht, der Gewichtsklasse bis 52 kg Körpergewicht.
Die erste internationale Meisterschaft, an der er teilnahm, war die Asienmeisterschaft im Jahre 1988 in Islamabad. Er siegte dort im Halbfliegengewicht vor Kim Jong-shin aus Südkorea und Rahmaty Nadar aus dem Iran. 1989 war er bei der Weltmeisterschaft in Martigny/Schweiz am Start. Er belegte dort hinter Kim Jong-shin den 2. Platz.
Bei den Asienspielen 1990 in Peking wurde er vom nordkoreanischen Ringerverband nicht eingesetzt.
Die nächste internationale Meisterschaft bestritt er deshalb erst wieder 1992. Er wurde im April dieses Jahres in Teheran erneut Asienmeister, aber im Fliegengewicht. Er verwies dabei Majid Torkan aus dem Iran, Kim Sun-hak aus Südkorea und Kazunari Shimizu aus Japan auf die Plätze. Er war auch bei den Olympischen Spielen 1992 in Barcelona am Start. Dort siegte er im Fliegengewicht über Joe Oziti, Nigeria, Tserenbaataryn Tsogtbajar, Mongolei, Shane Stannett, Neuseeland, Majid Torkan, Ahmet Orel, Türkei, den mehrfachen Weltmeister Walentin Jordanow, Bulgarien und Larry Zeke Jones aus den Vereinigten Staaten und wurde damit Olympiasieger.
Im Jahre 1993 war noch bei der Asienmeisterschaft in Ulan-Bator am Start. Dabei belegte er hinter Luwsan–Ischiin Sergelenbaatar aus der Mongolei den 2. Platz.
Li Hak-son litt wie alle nordkoreanischen Ringer jener Jahre daran, dass sein Land mehrere Male internationale Meisterschaften aus politischen Gründen boykottierte (z. B. Asien-Spiele 1986 in Seoul, Olympische Spiele 1988 in Seoul und verschiedene Weltmeisterschaften).

## Internationale Erfolge
| Jahr | Platz | Wettbewerb                       | Gewichtsklasse | Ergebnisse |
| 1988 | 1.    | Asienmeisterschaft in Islamabad  | Halbfliegen    | vor Kim Jong-shin, Südkorea und Rahmaty Nadar, Iran |
| 1989 | 2.    | WM in Martigny/Schweiz           | Halbfliegen    | hinter Kim Jong-shin, vor Gnel Medschlumjan, Russland und Ilyas Sükrüglu, Türkei |
| 1992 | 1.    | Asienmeisterschaft in Teheran    | Fliegen        | vor Majid Torkan, Iran, Kim Sun-hak, Südkorea und Kazunari Shimizu, Japan |
| 1992 | Gold  | OS in Barcelona                  | Fliegen        | nach Siegen über Joe Oziti, Nigeria, Tserenbaataryn Tsogtbajar, Mongolei, Shane Stannett, Neuseeland, Majid Torkan, Ahmet Orel, Türkei, Walentin Jordanow, Bulgarien und Larry Zeke Jones, USA |
| 1993 | 2.    | Asienmeisterschaft in Ulan-Bator | Fliegen        | hinter Luwsan-Ischiin Sergelenbaatar, Mongolei, vor Nasser Zeinal Nia, Iran und Maulen Mamirow, Kasachstan                                                                                     |

## Erläuterungen
- alle Wettkämpfe im freien Stil
- OS = Olympische Spiele, WM = Weltmeisterschaft
- Halbfliegengewicht, Gewichtsklasse bis 48 kg, Fliegengewicht, bis 52 kg Körpergewicht